# Gai Juli Cèsar Estrabó Vopisc
Gai Juli Cèsar Estrabó Vopisc (en llatí Caius Julius L. F. Sextus Caesar Strabo Vopiscus) va ser un magistrat romà. Formava part de la gens Júlia, i era de la família dels Cèsar. Era germà de Luci Juli Cèsar (cònsol 90 aC).
Va començar la seva carrera pública l'any 103 aC quan encara era jove, acusant Tit Albuci (que havia estat pretor a Sicília) de repetundae (extorsió) en aquella província. Gneu Pompeu Estrabó, que havia estat qüestor d'Albuci, volia conduir l'acusació, però va haver de deixar el camí a Cèsar i Albuci va ser condemnat. El discurs d'acusació de Cèsar va ser molt admirat al seu temps i més tard imitat pel dictador Juli Cèsar.
L'any 90 aC va ser edil curul quan son germà era cònsol. El 88 aC va ser candidat al consolat sense haver estat pretor, i va tenir el suport dels aristòcrates, però els tribuns Publi Sulpici Ruf i Publi Antisti van al·legar que no podia ser cònsol sense violar la llei Villia Annalis i la seva presentació es va evitar per la força de les armes. Asconi diu que aquesta va ser una de les causes importants de la Primera Guerra Civil. Sul·la va entrar al cap de poc a Roma i va expulsar els membres dels populars, però enviat a Orient a combatre a Mitridates VI Eupator, els populars, amb Mari i Cinna al capdavant, van recuperar el poder (87 aC) i Cèsar va ser executat junt amb el seu germà Luci. Llavors era membre del col·legi de pontífexs.
Gai Juli Cèsar va ser considerat com un dels principals oradors i poetes del seu temps. Ciceró el fa un dels interlocutors en el segon llibre del seu De oratore. Diu que en oratòria era superior a tots els seus contemporanis, però tenia poca energia. Va escriure diverses tragèdies, que es distingien per la facilitat d'expressió i el poliment, però tenien els mateixos defectes que la seva oratòria. Luci Acci, contemporani seu, apareix juntament amb Cèsar en una història narrada per Valeri Màxim i li retreu que considerés la poesia de Gai Juli Cèsar com a molt inferior a la d'ell. Es conserven els noms de dues de les seves tragèdies, Adrastus i Tecmessa.